# Nephrolepis davalliae
Nephrolepis davalliae là một loài dương xỉ trong họ Nephrolepidaceae. Loài này được Alderw. mô tả khoa học đầu tiên năm 1908.
Danh pháp khoa học của loài này chưa được làm sáng tỏ. 